# André-Luc Appietto
André-Luc Appietto (Bizerte, 30 de noviembre de 1946 - Bourg-en-Bresse, 7 de mayo de 1973 ) fue un piloto de motociclismo francés que compitió en el Campeonato del Mundo de Motociclismo desde 1969 hasta su muerte en 1973. Su auténtica especialidad era las carreras en subidas y en carreras de resistnecia.

## Biografía
Proveniente de una familia acomodada, a los diecinueve años comienza a competir con su Norton Manx privada. El año siguiente, a los mandos de una Norton 650 SS pulveriza los tiempos vigentes en las carreras en cuesta de Méru y Andelys de 1967. Y en la de Lapize, con una Laverda 750 cm³ batiría el récord de Jacques Insermini. Se fogeó también en pruebas de resistencia.
En 1968 haría su debut en el Mundial con su presencia en el Gran Premio de Bélgica de 1968 de 250cc donde acabaría décimo cuarto. En 1969 logra puntuar en dos carreras de la cilindrada de 500cc, destacando el séptimo puesto del Gran Premio de Francia de 1969 de 500cc. Durante las siguientes temporadas, diputaría pruebas de resistencia como los 1.000 km de Mans y volvería en 1973 al Mundial con la que sería su última carrera, el Gran Premio de Francia de 250cc.
En la carrera local de Bourg-en-Bresse (Ain) el 6 de mayo de 1973, cuando negociaba una curva de derechas en Virage des Bouleaux, situado al final de la recta. Fue traslado al hospital donde moriría un día más tarde. Preocupado por la seguridad de los pilotos y por sus derechos económicos, Appietto había creado la ACIF, una entidad que presidía y que no pudo continuar después de su muerte.

## Resultados en el Campeonato del Mundo
Sistema de puntuación desde 1969 hasta 1987:
| Posición | 1.º | 2.º | 3.º | 4.º | 5.º | 6.º | 7.º | 8.º | 9.º | 10.º |
| Puntos   | 15  | 12  | 10  | 8   | 6   | 5   | 4   | 3   | 2   | 1    |

(Carreras en negrita indica pole position, carreras en cursiva indica vuelta rápida)

### Carreras por año
| Año  | Cat.  | Equipo   | 1     | 2       | 3      | 4     | 5       | 6       | 7     | 8     | 9     | 10    | 11    | 12    | 13    | Pts. | Pos. |
| ---- | ----- | -------- | ----- | ------- | ------ | ----- | ------- | ------- | ----- | ----- | ----- | ----- | ----- | ----- | ----- | ---- | ---- |
| 1968 | 250cc | Kawasaki | GER - | ESP -   | IOM -  | NED - | BEL 14  | DDR -   | CZE - | FIN - | ULS - | NAT - |       |       |       | 0    | -    |
| 1969 | 500cc | Bultaco  | ESP - | GER -   | FRA 7  | IOM - | NED Ret | BEL Ret | DDR - | CZE 8 | FIN - | ULS - | NAT - | YUG - |       | 7    | 35.º |
| 1970 | 500cc | Paton    | GER - | FRA 10  | YUG -  | IOM - | NED -   | BEL -   | DDR - | CZE - | FIN - | ULS - | NAT - | ESP - |       | 1    | 45.º |
| 1972 | 250cc | Kawasaki | GER - | FRA Ret | AUT 13 | NAT - | IOM -   | YUG -   | NED - | BEL - | DDR - | CZE - | SWE - | FIN - | ESP - | 0    | -    |
| 1972 | 500cc | Yamaha   | GER - | FRA Ret | AUT -  | NAT - | IOM -   |         | NED - | BEL - | DDR - | DDR - | CZE - | SWE - | ESP - | 0    | -    |
| 1973 | 250cc | Yamaha   | FRA 8 | AUT -   | GER -  |       | IOM -   | YUG -   | NED - | BEL - | CZE - | SWE - | FIN - | ESP - |       | 3    | 35.º |